# Rio das Pombas
Rio das Pombas är ett vattendrag i Brasilien.   Det ligger i delstaten Santa Catarina, i den södra delen av landet, 1 300 km söder om huvudstaden Brasília.
I omgivningarna runt Rio das Pombas växer i huvudsak städsegrön lövskog. Runt Rio das Pombas är det ganska glesbefolkat, med 38 invånare per kvadratkilometer.